# Pallacanestro Varese 1958-1959
Nel Campionato 1958-59 sono diversi i cambiamenti nell'organico dei giocatori, con arrivi dalla Simmenthal Milano e dalla Virtus Bologna, e l'abbandono di giocatori simbolo come Giancarlo Gualco.
La squadra si classifica terza, alle spalle della vincente Milano e della Virtus sponsorizzata "Oransoda", con 1619 punti segnati e 1433 subiti; miglior realizzatore Tonino Zorzi con 487 punti.

## Rosa 1958/59
- Umberto Borghi
- Paolo Cozzi
- Romano Forastieri
- Paolo Magistrini
- Sergio Marelli
- Vinicio Nesti
- Renato Padovan
- Romeo Romanutti
- Lajos Tóth
- Tonino Zorzi
  - Allenatore
- Enrico Garbosi

## Statistiche
| COMPETIZIONE        | GIOCATE | VINTE | PERSE | F    | S    | PIAZZAMENTO |  |
| CAMPIONATO          | 22      | 16    | 6     | 1619 | 1433 | 3           |  |
| TORNEI E AMICHEVOLI | 27      | 18    | 9     | 1832 | 1719 | -           |  |

## Fonti
- "Pallacanestro Varese 50 anni con voi" di Augusto Ossola
- "La Pallacanestro Varese" di Renato Tadini